# Odontosphindinae
Odontosphindinae  es una subfamilia de coleópteros polífagos.

## Géneros
- Odontosphindus